# José Iribarren Zugasti
Fray José Iribarren Zugasti, también conocido como Fray Damián Iribarren o Padre Damián de Aoiz (Aoiz, Navarra, 22 de abril de 1927 - Pamplona, Navarra, 14 de julio de 2000), fue un fraile capuchino, escritor y poeta que también ahondó en el campo de la pintura y de la música. Destacó por su ayuda a la población gitana de "Las Graveras" de Torrero, colaborando en la construcción de una escuela.

## Biografía

### Primeros años (1927 - 1957)
Natural de Aoiz, su padre se llamaba Antonio y su madre Isidora. Inició su formación en 1938 en el Seminario Seráfico Capuchino de Alsasua, centro religioso que le acogió a los 11 años. Después fue completando su formación los seminarios capuchinos de Fuenterrabía, Estella y Pamplona; emitiendo sus votos temporales en 1946 en Sangüesa y los votos definitivos en 1949 en Pamplona. Finalmente, el 17 de diciembre de 1950 fue ordenado sacerdote, también en Pamplona. Una vez ordenado sacerdote, comenzó su andadura dedicándose al ministerio de la predicación.

### Los capuchinos de Torrero (1957 - 1987)
En 1957 fue destinado al Convento de los Padres Capuchinos de Zaragoza, como consiliario de la H.O.A.C. (Hermandad Obrera de Acción Católica). En Zaragoza pasó la mayor parte su vida, junto con los hermanos capuchinos del Santuario de San Antonio de Padua, siendo la parte más fecunda de su vida. En Zaragoza pudo conocer las grandes necesidades que tenían ciertos sectores de las gentes de Torrero y fue donde definió su sensibilidad por el mundo obrero y por el colectivo de los gitanos, que vivía una fuerte exclusión social.
Debido a su creciente interés por el mundo obrero se trasladó a Vizcaya durante un periodo de tres meses para trabajar como peón en la empresa “Altos Hornos de Bilbao”. Por esta misma razón durante los veranos de 1960 a 1963 completó su formación en el Instituto Social León XIII de Madrid estudiando sociología y especializándose en Ciencias Sociales. Por otro lado, a partir de 1972 fue durante algunos años profesor de la Escuela de Aprendices de la RENFE.
A consecuencia del Congreso Internacional de Gitanos de Londres en 1971, de nuevo en Zaragoza centró su actividad en este sector socialmente marginado, ubicado en el lugar conocido por “Las Graveras” del Torrero donde en 1968 había instalado su propia chabola utilizando materiales de derribo. Desde allí colaboró en la construcción de una escuela y en la búsqueda de soluciones al problema de la vivienda.
El 11 de enero de 1979 el Ayuntamiento de Zaragoza le concedió el premio Cesaraugusta, como reconocimiento a su labor social. 

### Últimos años (1987 - 2000)
A partir de 1987 fue destinado a los conventos de San Sebastián, Jaca, Sangüesa y Pamplona donde se dedicó a la oración, a escribir, a la poesía, a la pintura y a la música, falleciendo en Pamplona el 14 de julio de 2000, a los 73 años. Ese mismo año, tras su muerte, el 29 de septiembre, el Ayuntamiento de Aoiz organizó un homenaje en el que participaron con prosas y versos varios autores.

## Legado
El pintor y escultor Iñaki Rodríguez Ruiz dijo de Fray Damián Iribarren que: 

“Damián Iribarren, viejo poeta loco, buscador incansable de caminos nuevos, caminos para sembrar y regar en su andadura toda la potencia que emana su gran humanidad. Damián ha entrado con el corazón, primero, y la mente después en el arte. En el paisaje árido y seco de la tierra de Nuestra Tierra. Sus pinturas humildes y llenas de hondo sentido poético, praderas inmensas de las tierras de Aragón, Baja Navarra y Rioja, cargadas de soledad y soledad, quedan plasmadas en sus cuadros como una voz sin recuerdo. Paisajes de ricos empastes, de ocres sobre fondos de siena y tierra tocados con brevedad en las manchas previas para cubrir con tonos lumínicos con altura de espátula, esto es sobre soportes oscuros recibiendo estas sucesivas capas bien de pincel o de cuchillo, rasgando la tierra como si de ararla se tratara. Impresionista en la técnica, expresionista en el furor de su interpretación en estos paisajes totalmente inventados… Inventadas las tierras y los caminos inventados para este peregrino que no para de andar”.

## Pintura
La obra que se conoce de Fray Damián Iribarren resulta básicamente paisajística. Se considera al artista como un verdadero autodidacta, ya que se desconoce el aprendizaje previo en una escuela. Le gustaba trabajar habitualmente en un formato medio y pequeño, y en soporte de tabla o tablex. Los óleos de este artista se inspiran en paisajes recios y vigorosos, en la línea del paisaje expresionista y emotivo que se practicó en España desde mediados del siglo XX. La producción de este artista emparenta con la tradición figurativa de la pintura española, con el gran Benjamín Palencia, la segunda Escuela de Vallecas o la propia Escuela de Madrid, movimientos que Fray Damián Iribarren conoció de primera mano.
Los paisajes de Fray Damián Iribarren, parecen tomados del sur de Navarra y de zonas de Aragón, región en la que vivió gran parte de su vida. Muestra paisajes de tierras áridas, descarnadas y secas, empleando colores ocres y grisáceos preferentemente; paisajes que en ocasiones llevan la huella humana, en forma de chavolas rurales o de casas agolpadas en lejanos pueblos; paisajes ondulados, duros pero majestuosos, que parecen reflejar la dureza de la vida y la preocupación del autor por la subsistencia y el entorno social. Probablemente, parte de su inspiración venga de la experiencia que pasó con el pueblo gitano de "Las Graveras" de Torrero

## Obras
- Rosa viva. Romancero Franciscano (Ediciones Verdad y Caridad. Pamplona 1956).
- Esperanza nuestra (Ediciones Verdad y Caridad. Pamplona 1961).
- Érase una vez fray Antonio II Romancero Franciscano (Zaragoza, 1963).
- Poemas de un mendicante (Zaragoza 1973).
- Presencia enamorada (Premio Internacional de Poesía Religiosa San Lesmes Abad, 1988. Ayuntamiento de Burgos).
- Desde mi nada, A Ti clamo Y estás aquí (Medialuna Ediciones. Pamplona 1992).
- Romance y Oraciones a San Antonio de Padua (El Mensajero de San Antonio de Padua PP. Capuchinos. Zaragoza, 1995)
- Desde la luz y el tiempo (Sahats, Pamplona 2005).[5]

- Risa y ternura de unos papeles (Reflexión a los Caprichos y aguafuertes de Goya) (Sahats, Pamplona 2006) edición preparada por M. S. Latasa Miranda.[6]

- Aproximación a la obra literaria de Damián Iribarren (Sahats. Pamplona,2007) edición preparada por M. S. Latasa Miranda, con prólogo de Carlos Mata.[7]

## Obras colectivas
- Antología Bilaketa (volúmenes I y II) Aoiz, 1986 y 1992.[8]
- Este noventa y ocho. Antología de la literatura navarra actual. Pamplona, 1998.
- Río Arga y sus poetas. Ángel Raimundo Fernández. Gobierno de Navarra, 2002.[9]
- Poetas navarros del siglo XX. Fundación Diario de Navarra, 2002. ISBN: mkt0002773505
- TK La poesía en Navarra. S. XXI. Número especial, diciembre de 2017. Editada por ASNABI Asociación Navarra de Bibliotecarias y Bibliotecarios / Nafarroako Liburuzainen Elkartea. Pamplona/ Iruña ISSN 1136-7679.[10]

## Premios y reconocimientos
- I Certamen Nacional de Poesía del Hogar Extremeño de Zaragoza (1973).
- Accésit Premio San Jorge de Zaragoza (1973).
- Premio de la Ciudad Cesaraugusta en reconocimiento a su labor desempeñada en el ámbito social y cultural, otorgado por el ayuntamiento de Zaragoza el 11 de enero de 1979.[11]
- Accésit VIII Certamen de Poesía “Luis Chamizo” (1988).
- Primer Premio XV Concurso Internacional de Poesía San Lesmes Abad. Burgos (1988).
- El 29 de septiembre del año 2000 el Ayuntamiento de Aoiz organizó un homenaje en el que participaron con prosas y versos varios autores. En el mismo acto el alcalde, José Javier Esparza, entregó una placa conmemorativa a la familia.[11]
- La publicación Desde la luz y el tiempo (Sahats, 2005) es una selección realizada por María Socorro Latasa Miranda y publicada con el patrocinio de la Fundación Itoiz Canal de Navarra que recoge gran parte de la obra inédita escrita entre los años 1965 – 2000. Se inicia con el Poema a Antonio Machado, Sonetos a Miguel Hernández, Romances gitanos, dedicados a Ceferino Giménez Malla –primer beato gitano-, Almendro de amor y muerte recordando a Valentín González “El Campesino”, Poemas a Extremadura y Romances de un toro rubio, que versan sobre la vida de su padre. Y también se hallan incluidos en una segunda parte de este conjunto los poemarios: Esculturas para un paisaje interior, Desde el silencio, Sonetos y otros poemas y Gozosamente abandonado.